# Francja na Letnich Igrzyskach Olimpijskich 1900
Francję na II. Letnich Igrzyskach Olimpijskich, w roku 1900 w Paryżu reprezentowało 720 sportowców startujących w 19 dyscyplinach.

## Zdobyte medale
| Medal  | Zawodnik | Dyscyplina        | Konkurencja                                                       | Rezultat                             |
| ------ | --- | ----------------- | ----------------------------------------------------------------- | ------------------------------------ |
| Złoto  | Gustave Sandras | Gimnastyka        | Wielobój                                                          | 302 pkt                              |
| Złoto  | Dominique Gardères | Jeździectwo       | Skok wzwyż                                                        | 1,85 m (na koniu Canéla)             |
| Złoto  | Albert Taillandier | Kolarstwo         | Sprint (2km)                                                      |                                      |
| Złoto  | Louis Bastien | Kolarstwo         | Wyścig na 25 km                                                   |                                      |
| Złoto  | Chrétien Waydelich | Krokiet           | Dwie piłki                                                        |                                      |
| Złoto  | Gaston Aumoitte | Krokiet           | Jedna piłka                                                       |                                      |
| Złoto  | Gaston Aumoitte Georges Johin | Krokiet           | Gra podwójna                                                      |                                      |
| Złoto  | Eugène Mougin | Łucznictwo        | Au Cordon Doré 50 m                                               |                                      |
| Złoto  | Henri Hérouin | Łucznictwo        | Au Cordon Doré 50 m                                               | 31 pkt                               |
| Złoto  | Émile Grumiaux | Łucznictwo        | Sur La Perche À La Pyramide                                       |                                      |
| Złoto  | Charles Devendeville | Pływanie          | Pływanie pod wodą                                                 | 188,4 pkt                            |
| Złoto  | Vladimir Aïtoff A. Albert Léon Binoche Jean Collas Jean-Guy Gautier Auguste Giroux Charles Gondouin Constantin Henriquez de Zubiera Jean Hervé Victor Lardanchet Hubert Lefèbvre Joseph Olivier Alexandre Pharamond Frantz Reichel André Rischmann André Roosevelt Émile Sarrade | Rugby union       |                                                                   |                                      |
| Złoto  | Achille Paroche | Strzelectwo       | Karabin wojskowy leżąc                                            | 332 pkt                              |
| Złoto  | Roger de Barbarin | Strzelectwo       | Trap                                                              | 17 + 13 pkt                          |
| Złoto  | Albert Ayat | Szermierka        | Szpada zawodowcy                                                  |                                      |
| Złoto  | Albert Ayat | Szermierka        | Szpada amatorzy i zawodowcy                                       |                                      |
| Złoto  | Émile Coste | Szermierka        | Floret amatorzy                                                   |                                      |
| Złoto  | Lucien Mérignac | Szermierka        | Floret zawodowcy                                                  |                                      |
| Złoto  | Georges de la Falaise | Szermierka        | Szabla amatorzy                                                   |                                      |
| Złoto  | Henri Barrelet | Wioślarstwo       | Jedynka mężczyzn                                                  | 7:35,60                              |
| Złoto  | Émile Delchambre Jean Cau Henri Bouckaert Henri Hazebrouck Charlot | Wioślarstwo       | Czwórka ze sternikiem mężczyzn                                    | 7:11,0                               |
| Złoto  | Pierre Gervais | Żeglarstwo        | Jachty 0,5 – 1 tony wyścig 1                                      | Jacht Baby-1                         |
| Złoto  | Émile Sacré | Żeglarstwo        | Jachty 0,5 – 1 tony wyścig 2                                      | Jacht Fantlet                        |
| Złoto  | Gilardoni | Żeglarstwo        | Jachty 3 – 10 ton wyścig 1                                        | Jacht Femur                          |
| Złoto  | Émile Billard Paul Perquer | Żeglarstwo        | Jachty 10 – 20 ton                                                | Jacht Esterel                        |
| Srebro | Noël Bas | Gimnastyka        | Wielobój                                                          | 295 pkt                              |
| Srebro | Fernand Sanz | Kolarstwo         | Sprint (2km)                                                      |                                      |
| Srebro | Maurice Vignerot | Krokiet           | Dwie piłki                                                        |                                      |
| Srebro | Georges Johin | Krokiet           | Jedna piłka                                                       |                                      |
| Srebro | William Attrill H.F.Roques Philip Tomalin W.Andersen J. Braid W. Browning R. Horne T.H. Jordan Arthur McEvoy D. Robinson A.J. Schneidau Henry Terry | Krykiet           |                                                                   |                                      |
| Srebro | Henri Deloge | Lekkoatletyka     | Bieg na 1500 m                                                    | 4:06,60                              |
| Srebro | Henri Deloge Gaston Ragueneau Jean Chastanié Paul Castanet Albert Champoudry | Lekkoatletyka     | Bieg na 5000 m drużynowo                                          |                                      |
| Srebro | Émile Champion | Lekkoatletyka     | Maraton                                                           | 4h00:43                              |
| Srebro | Henri Tauzin | Lekkoatletyka     | Bieg na 400 m przez płotki                                        | 58,3                                 |
| Srebro | Victor Thibault | Łucznictwo        | Au Chapelet 33 m                                                  |                                      |
| Srebro | Victor Thibault | Łucznictwo        | Au Cordon Doré 33 m                                               |                                      |
| Srebro | Henri Helle | Łucznictwo        | Au Cordon Doré 50 m                                               |                                      |
| Srebro | Auguste Serrurier | Łucznictwo        | Sur La Perche À La Pyramide                                       |                                      |
| Srebro | Auguste Serrurier | Łucznictwo        | Sur La Perche À La Herse                                          |                                      |
| Srebro | André Six | Pływanie          | Pływanie pod wodą                                                 | 185,4 pkt                            |
| Srebro | Pierre Allemane Louis Bach Alfred Bloch Fernand Canelle R. Duparc Eugène Fraysse Virgile Gaillard Georges Garnier René Grandjean Lucien Huteau Marcel Lambert Maurice Macaire Gaston Peltier                                                                                     | Piłka nożna       |                                                                   |                                      |
| Srebro | Jules Verbecke Maurice Hochepied Joseph Bertrand Victor Hochepied Victor Cadet | Pływanie          | 200 m stylem dowolnym drużynowo                                   | drużyna Tritons Lillois-2 53 pkt     |
| Srebro | Jean Collas Charles Gondouin Constantin Henriquez Émile Sarrade Raymond Basset Joseph Roffo | Przeciąganie liny |                                                                   |                                      |
| Srebro | Achille Paroche | Strzelectwo       | Pistolet Wojskowy 50 m indywidualnie                              | 406 pkt                              |
| Srebro | Henri Masson | Szermierka        | Floret amatorzy                                                   |                                      |
| Srebro | Alphonse Kirchhoffer | Szermierka        | Floret zawodowcy                                                  |                                      |
| Srebro | Louis Perrée | Szermierka        | Szpada amatorzy                                                   |                                      |
| Srebro | Gilbert Bougnol | Szermierka        | Szpada Zawodowcy                                                  |                                      |
| Srebro | Léon Thiébaut | Szermierka        | Szabla amatorzy                                                   |                                      |
| Srebro | Achille Paroche Louis Dutfoy Léon Moreaux Jules Trinité Maurice Lecoq | Strzelectwo       | Pistolet Wojskowy 50 m drużynowo                                  | 2203 pkt                             |
| Srebro | Hélène Prévost | Tenis ziemny      | gra pojedyncza kobiet                                             |                                      |
| Srebro | André Gaudin | Wioślarstwo       | Jedynka mężczyzn                                                  | 7:41,6                               |
| Srebro | René Waleffe Lucien Martinet | Wioślarstwo       | Dwójka ze sternikiem mężczyzn                                     | 7:34,2                               |
| Srebro | Charles Perrin Daniel Soubeyran Émile Wegelin Georges Lumpp | Wioślarstwo       | Czwórka ze sternikiem mężczyzn                                    | 7:18,0                               |
| Srebro | Jean-Baptiste Charcot Robert Linzeler Texier I Texier II | Żeglarstwo        | Jachty do 0,5 tony wyścig 1                                       | Jacht Quand-Même                     |
| Srebro | Jean-Baptiste Charcot Robert Linzeler Texier I Texier II | Żeglarstwo        | Jachty do 0,5 tony wyścig 2                                       | Jacht Quand-Même                     |
| Srebro | Jacques Baudrier Jean Le Bret Félix Marcotte William Martin Jules Valton | Żeglarstwo        | Jachty 0,5 – 1 tony wyścig 1                                      | Crabe II                             |
| Srebro | Émile Michelet Marcel Meran | Żeglarstwo        | Jachty 0,5 – 1 tony wyścig 2                                      | Jacht Scamasaxe                      |
| Srebro | François Vilamitjana Charles Hugo Auguste Albert Duval | Żeglarstwo        | Jachty 1 – 2 ton wyścig 1                                         | Jacht Martha                         |
| Srebro | Léon Susse Doucet Mialaret Godinet | Żeglarstwo        | Jachty 2 – 3 ton wyścig 1                                         | Jacht Favorite                       |
| Srebro | Léon Susse Doucet Mialaret Godinet | Żeglarstwo        | Jachty 2 – 3 ton wyścig 2                                         | Jacht Favorite                       |
| Srebro | Maurice Gufflet Robert Gufflet Charles Guiraist A.Dubois J.Dubois | Żeglarstwo        | Jachty 3 – 10 ton wyścig 2                                        | Jacht Gitana                         |
| Srebro | Jean, Duke Decazes | Żeglarstwo        | Jachty 10 – 20 ton                                                | Jacht Quand-Même                     |
| Brąz   | Lucien Démanet | Gimnastyka        | Wielobój                                                          | 293 pkt                              |
| Brąz   | Louis de Champsavin | Jeździectwo       | Konkurs skoków                                                    | 2:26,0 (na koniu Terpsichore)        |
| Brąz   | Pierre de Bellegarde | Jeździectwo       | skok w dal                                                        | 5,30 m (na koniu Tolla)              |
| Brąz   | Louis Trousselier | Kolarstwo         | Wyścig punktowy                                                   | 9 pkt                                |
| Brąz   | Auguste Daumain | Kolarstwo         | Wyścig na 25 km                                                   |                                      |
| Brąz   | Jacques Sautereau | Krokiet           | Dwie piłki                                                        |                                      |
| Brąz   | Chrétien Waydelich | Krokiet           | Jedna piłka                                                       |                                      |
| Brąz   | Jean Chastanié | Lekkoatletyka     | Bieg na 2500 m z przeszkodami                                     | 7:44,0                               |
| Brąz   | Émile Torcheboeuf | Lekkoatletyka     | Skok w dal z miejsca                                              | 3,03 m                               |
| Brąz   | Frédèric Petit | Łucznictwo        | Au Chapelet 33 m                                                  |                                      |
| Brąz   | Frédèric Petit | Łucznictwo        | Au Cordon Doré 33 m                                               |                                      |
| Brąz   | Émile Mercier | Łucznictwo        | Au Cordon Doré 50 m                                               |                                      |
| Brąz   | Émile Fisseux | Łucznictwo        | Au Cordon Doré 50 m                                               | 28 pkt                               |
| Brąz   | Louis Martin Jules Clévenot Alphonse Decuyper Louis Laufray Henri Peslier Auguste Pesloy Paul Vasseur Auguste Camelin Eugène Coulon Fardel Antoine Fiolet Pierre Gellé Louis Marc Désiré Mérchez                                                                                 | Piłka wodna       | w półfinale przegrali 5:1 z Brussels Swimming and Water Polo Club |                                      |
| Brąz   | Louis Martin | Pływanie          | 4000 m stylem dowolnym                                            | 1h 13:08,4                           |
| Brąz   | Louis Martin René Tartara Désiré Mérchez Georges Leuillieux | Pływanie          | 200 m stylem dowolnym drużynowo                                   | jako drużyna Neptune de Lille 59 pkt |
| Brąz   | Achille Paroche Léon Moreaux Auguste Cavadini Maurice Lecoq René Thomas | Strzelectwo       | Karabin Wojskowy trzy pozycje 300 m drużynowo                     | 4278 pkt                             |
| Brąz   | Justinien, Count Clary | Strzelectwo       | Trap                                                              | 17 pkt                               |
| Brąz   | Marcel Boulenger | Szermierka        | Floret amatorzy                                                   |                                      |
| Brąz   | Jean-Baptiste Mimiague | Szermierka        | Floret zawodowcy                                                  |                                      |
| Brąz   | Léon Sée | Szermierka        | Szpada amatorzy                                                   |                                      |
| Brąz   | Léon Sée | Szermierka        | Szpada amatorzy i zawodowcy                                       |                                      |
| Brąz   | Henri Laurent | Szermierka        | Szpada zawodowcy                                                  |                                      |
| Brąz   | André Prévost Guy de la Chapelle | Tenis ziemny      | gra podwójna mężczyzn                                             |                                      |
| Brąz   | Carlos Deltour Erneste Védrenne Paoli | Wioślarstwo       | Dwójki ze sternikiem mężczyzn                                     | 7:57,2                               |
| Brąz   | Émile Michelet | Żeglarstwo        | Klasa Open                                                        | Jacht Turquoise                      |
| Brąz   | Henri Monnot Léon Tellier Gaston Cailleux | Żeglarstwo        | Jachty do 0,5 tony                                                | Jacht Sarcelle                       |
| Brąz   | Pierre Gervais | Żeglarstwo        | Jachty do 0,5 tony wyścig 2                                       | Jacht Baby                           |
| Brąz   | Jacques Baudrier Jean Le Bret Félix Marcotte William Martin Jules Valton | Żeglarstwo        | Jachty 0,5 – 1 tony wyścig 1                                      | Jacht Crabe II                       |
| Brąz   | Émile Michelet Marcel Meran | Żeglarstwo        | Jachty 0,5 – 1 tony wyścig 2                                      | Jacht Scamasaxe                      |
| Brąz   | Jacques Baudrier Louis-Lucien Baudrier Édouard Mantois Dubosq | Żeglarstwo        | Jachty 1 – 2 ton wyścig 1                                         | Jacht Nina Claire                    |
| Brąz   | François Vilamitjana Charles Hugo Auguste Albert Duval | Żeglarstwo        | Jachty 1 – 2 ton wyścig 2                                         | Jacht Martha                         |
| Brąz   | Ferdinand Schlatter Émile Jean-Fontaine de Cottignon | Żeglarstwo        | Jachty 2 – 3 ton wyścig 1                                         | Jacht Gwendoline                     |
| Brąz   | Auguste Donny | Żeglarstwo        | Jachty 2 – 3 ton wyścig 1                                         | Jacht Mignon                         |
| Brąz   | Maurice Gufflet Robert Gufflet Charles Guiraist A.Dubois J.Dubois | Żeglarstwo        | Jachty 3 – 10 ton wyścig 1                                        | Jacht Gitana                         |

## Skład kadry

### Golf
Mężczyźni
- Pierre Deschamps – 10. miejsce
- J. Van de Wynckélé – 12. miejsce

Kobiety
- Mme. Froment-Meurice – 4. miejsce
- Madeleine Fournier-Sarlovèze – 6. miejsce
- Lucile Fain – 7. miejsce
- Rose Gelbert – 9. miejsce
- A. Brun – 10. miejsce

### Gimnastyka
- Gustave Sandras – wielobój – 1. miejsce
- Noël Bas – wielobój – 2. miejsce
- Lucien Démanet – wielobój – 3. miejsce
- Pierre Payssé – wielobój - 4. miejsce
- Jules Rolland – wielobój - 4. miejsce
- Gustave Fabry – wielobój – 6. miejsce
- Joseph Martinez – wielobój - 7. miejsce
- Marcel Lalu – wielobój - 8. miejsce
- Mauvezain – wielobój - 8. miejsce
- L. Léstienne – wielobój - 10. miejsce
- Nicolas Dejaeghère – wielobój - 11. miejsce
- Gaché – wielobój - 12. miejsce
- Joseph Lavielle – wielobój - 12. miejsce
- Berhouzouq – wielobój - 14. miejsce
- Bollet – wielobój - 15. miejsce
- Joseph Castiglioni – wielobój - 15. miejsce
- Gaucher – wielobój - 17. miejsce
- Moreno - wielobój - 18. miejsce
- Obrecht – wielobój - 19. miejsce
- Daniel Lavielle – wielobój - 21. miejsce
- Monteil - wielobój - 22. miejsce
- Ghysels – wielobój - 23. miejsce
- Schaan - wielobój - 23. miejsce
- Allègré – wielobój - 26. miejsce
- Fernand Ravoux – wielobój - 27. miejsce
- Paulin Lemaire – wielobój - 30. miejsce
- Bettremieux – wielobój - 32. miejsce
- Dominique Ravoux – wielobój - 32. miejsce
- Auguste Castille – wielobój - 35. miejsce
- Jules Perret – wielobój - 35. miejsce
- Paul Gibiard – wielobój - 37. miejsce
- Jules Lecoutre – wielobój - 37. miejsce
- Vedeux – wielobój - 37. miejsce
- Balossier – wielobój - 40. miejsce
- Pratviel - wielobój - 40. miejsce
- Imbert – wielobój - 40. miejsce
- Élie Bourgois – wielobój - 43. miejsce
- Honorez – wielobój - 43. miejsce
- Bouchon - wielobój - 46. miejsce
- Bornes – wielobój - 47. miejsce
- Ernest Créteur – wielobój - 47. miejsce
- Michaud – wielobój - 49. miejsce
- Jardinier – wielobój - 50. miejsce
- Labonal – wielobój - 50. miejsce
- Thiriet – wielobój - 50. miejsce
- Fernhbach – wielobój - 56. miejsce
- Scherb – wielobój - 56. miejsce
- Strasser – wielobój - 56. miejsce
- Grimm - wielobój - 60. miejsce
- Simon – wielobój - 60. miejsce
- Boulanger – wielobój - 62. miejsce
- Lévy – wielobój - 62. miejsce
- Deroubaix – wielobój - 64. miejsce
- Blanchard - wielobój - 65. miejsce
- le Bourvelec – wielobój - 65. miejsce
- Julese Deleval – wielobój - 67. miejsce
- Salzard – wielobój - 67. miejsce
- Fierens – wielobój - 69. miejsce
- Dejean – wielobój - 74. miejsce
- Bourgougnoux – wielobój - 75. miejsce
- Henri Créteur – wielobój - 75. miejsce
- Otto Meyer – wielobój - 77. miejsce
- Douchet – wielobój - 79. miejsce
- Pradairol – wielobój - 79. miejsce
- Viart – wielobój - 79. miejsce
- Debailly – wielobój - 84. miejsce
- Decruz – wielobój - 84. miejsce
- Rostin – wielobój - 84. miejsce
- Aubert - wielobój - 88. miejsce
- Dufeite – wielobój - 88. miejsce
- Gillet – wielobój - 88. miejsce
- Labouret – wielobój - 88. miejsce
- Bourry – wielobój - 93. miejsce
- Pelat - wielobój - 93. miejsce
- Viéville - wielobój - 93. miejsce
- Koubi – wielobój - 93. miejsce
- Ollivier – wielobój - 97. miejsce
- Chapau – wielobój - 98. miejsce
- Minot - wielobój - 100. miejsce
- Coone - wielobój - 101. miejsce
- Denis - wielobój - 102. miejsce
- Jules Pinaud – wielobój - 102. miejsce
- Barodet – wielobój - 105. miejsce
- Sidrac – wielobój - 106. miejsce
- Sourzat – wielobój - 108. miejsce
- Buchert – wielobój - 109. miejsce
- Lacombe - wielobój - 109. miejsce
- Van Hule – wielobój - 111. miejsce
- Favier – wielobój - 113. miejsce
- Fouché – wielobój - 113. miejsce
- Lemoine – wielobój - 115. miejsce
- Charles Deckert – wielobój - 116. miejsce
- Germain – wielobój - 117. miejsce
- Jacquemin - wielobój - 118. miejsce
- Daniel Kehr – wielobój - 120. miejsce
- Coucou - wielobój - 121. miejsce
- Cousin - wielobój - 122. miejsce
- Leroux - wielobój - 122. miejsce
- Vandenhaute – wielobój - 125. miejsce
- Bernillon – wielobój - 126. miejsce
- Delaleau – wielobój - 126. miejsce
- Parisot - wielobój - 126. miejsce
- Samuel Roche – wielobój - 126. miejsce
- Touche – wielobój - 130. miejsce
- Prilleux - wielobój - 131. miejsce
- Bayer - wielobój - 132. miejsce
- Terrier – wielobój - 133. miejsce

### Jeździectwo
- Louis de Champsavin – konkurs skoków – 3. miejsce
- Louis, Count d’Havrincourt – konkurs skoków - niesklasyfikowany
- Henri Leclerc – konkurs skoków - niesklasyfikowany
- Ch., Count de Béthune-Sully – konkurs skoków - niesklasyfikowany
- Maurice Jéhin – konkurs skoków - niesklasyfikowany
- Louis Napoléon Murat – konkurs skoków - niesklasyfikowany
- Phillippot – konkurs skoków - niesklasyfikowany
- Vigneulles – konkurs skoków - niesklasyfikowany
- De Coulombier – konkurs skoków - niesklasyfikowany
- Marcel Haëntjens – konkurs skoków - niesklasyfikowany
- De Lamaratine – konkurs skoków - niesklasyfikowany
- Dominique Gardères – konkurs skoków - niesklasyfikowany
- Louis Napoléon Murat – jazda konna z polowaniem – 1. miejsce
- Archenoul – jazda konna z polowaniem – 2. miejsce
- Robert de Montesquiou-Fézensac – jazda konna z polowaniem – 3. miejsce
- Marcel Haëntjens – jazda konna z polowaniem - 4. miejsce
- Maurice Jéhin – jazda konna z polowaniem - niesklasyfikowany
- Roy - jazda konna z polowaniem - niesklasyfikowany
- Louis de Champsavin – jazda konna z polowaniem - niesklasyfikowany
- Georges de Lagarenne – jazda konna z polowaniem - niesklasyfikowany
- Cordon - jazda konna z polowaniem - niesklasyfikowany
- René, Count de Quincey – jazda konna z polowaniem - niesklasyfikowany
- Vigneulles – jazda konna z polowaniem - niesklasyfikowany
- Mathieu de Lesseps – jazda konna z polowaniem - niesklasyfikowany
- Moulin - jazda konna z polowaniem - niesklasyfikowany
- Léon Thome – powożenie zaprzęgami konnymi – 2. miejsce
- Jean, Baron de Neuflize – powożenie zaprzęgami konnymi – 3. miejsce
- Philippe Vernes – powożenie zaprzęgami konnymi - 4. miejsce
- Charles-Eugène, Baron de Veauce – powożenie zaprzęgami konnymi - niesklasyfikowany
- James Hennessy – powożenie zaprzęgami konnymi - niesklasyfikowany
- Adrien, Duke de Noailles – powożenie zaprzęgami konnymi - niesklasyfikowany
- Jacques de Waru – powożenie zaprzęgami konnymi - niesklasyfikowany
- Bertrand Chanu – powożenie zaprzęgami konnymi - niesklasyfikowany
- Geoffroy, Count d'Andigné – powożenie zaprzęgami konnymi - niesklasyfikowany
- Jacques d'Arlincourt – powożenie zaprzęgami konnymi - niesklasyfikowany
- Ferdinand, Count de Lariboisière – powożenie zaprzęgami konnymi - niesklasyfikowany
- Louis, Count du Douet de Graville – powożenie zaprzęgami konnymi - niesklasyfikowany
- Paul, Baron de Saint-Léger – powożenie zaprzęgami konnymi - niesklasyfikowany
- de Prunelé – skok w dal – 3. miejsce
- Louis Napoléon Murat – skok w dal - 4. miejsce
- Henri Plocque – skok w dal - niesklasyfikowany
- Dominique Gardères – skok wzwyż – 1. miejsce
- Marcel Haëntjens – skok wzwyż - niesklasyfikowany

### Kolarstwo
- Albert Taillandier – sprint – 1. miejsce
- Fernand Sanz – sprint – 2. miejsce
- Ferdinand Vasserot – sprint - odpadł w półfinałach
- Paul Legrain – sprint - odpadł w półfinałach
- Léon Maisonnave – sprint - odpadł w półfinałach
- Georges Coindre – sprint - odpadł w półfinałach
- Joseph Mallet – sprint - odpadł w półfinałach
- Gaston Bullier – sprint - odpadł w ćwierćfinałach
- Léon Ponscarme – sprint - odpadł w ćwierćfinałach
- Marcel Dohis – sprint - odpadł w ćwierćfinałach
- Chaput – sprint - odpadł w ćwierćfinałach
- Paul Rosso – sprint - odpadł w ćwierćfinałach
- Germain – sprint - odpadł w ćwierćfinałach
- Auguste Daumain – sprint - odpadł w ćwierćfinałach
- Thomann – sprint - odpadł w ćwierćfinałach
- Théodore Fras – sprint - odpadł w ćwierćfinałach
- Paul Espeit – sprint - odpadł w ćwierćfinałach
- Will Davis – sprint - odpadł w ćwierćfinałach
- Adolphe Cayron – sprint - odpadł w ćwierćfinałach
- Émile Dubois – sprint - odpadł w eliminacjach
- L. Dumont – sprint - odpadł w eliminacjach
- Pouget – sprint - odpadł w eliminacjach
- Dubourdieu – sprint - odpadł w eliminacjach
- Émile Vadbled – sprint - odpadł w eliminacjach
- Saignier – sprint - odpadł w eliminacjach
- Alfred Boulnois – sprint - odpadł w eliminacjach
- A. Roger – sprint - odpadł w eliminacjach
- L. Boyer – sprint - odpadł w eliminacjach
- Ruez – sprint - odpadł w eliminacjach
- Amberger – sprint - odpadł w eliminacjach
- Neurouth – sprint - odpadł w eliminacjach
- Coisy – sprint - odpadł w eliminacjach
- L. Saunière – sprint - odpadł w eliminacjach
- Franzen – sprint - odpadł w eliminacjach
- Omer Beaugendre – sprint - odpadł w eliminacjach
- Pichard – sprint - odpadł w eliminacjach
- Longchamp - sprint - odpadł w eliminacjach
- Fernand Boulmant – sprint - odpadł w eliminacjach
- Lohner - sprint - odpadł w eliminacjach
- Guillot - sprint - odpadł w eliminacjach
- J. Bérard – sprint - odpadł w eliminacjach
- Maxime Bertrand – sprint - odpadł w eliminacjach
- M. Steitz – sprint - odpadł w eliminacjach
- Vladislav Chalupa – sprint - odpadł w eliminacjach
- Georges Augoyat – sprint - odpadł w eliminacjach
- Maurice Monniot – sprint - odpadł w eliminacjach
- Bessing – sprint - odpadł w eliminacjach
- Pilton - sprint - odpadł w eliminacjach
- Maurice Terrier – sprint - odpadł w eliminacjach
- Maibaum – sprint - odpadł w eliminacjach
- A. Porcher – sprint - odpadł w eliminacjach
- Caillet – sprint - odpadł w eliminacjach
- Mossmann – sprint - odpadł w eliminacjach
- Edouard Wick – sprint - odpadł w eliminacjach
- P. Hubault – sprint - odpadł w eliminacjach
- Louis Trousselier – wyścig na punkty – 3. miejsce
- Chaput – wyścig na punkty - 4. miejsce
- J. Bérard – wyścig na punkty – 5. miejsce
- Adolphe Cayron – wyścig na punkty – 6. miejsce
- Coisy – wyścig na punkty - 7. miejsce
- Ferdinand Vasserot – wyścig na punkty - 7. miejsce
- Marcel Dohis – wyścig na punkty - 9. miejsce
- Germain – wyścig na punkty - 9. miejsce
- Georges Coindre – wyścig na punkty - 12. miejsce
- Louis Bastien – 25 km – 1. miejsce
- Auguste Daumain – 25 km – 3. miejsce
- Maxime Bertrand – 25 km - 4. miejsce
- Léon Gingembre – 25 km - nie ukończył
- Louis Trousselier – 25 km - nie ukończył
- A. Porcher – 25 km - nie ukończył
- J. Bérard – 25 km - nie ukończył

### Krokiet
- Gaston Aumoitte – gra pojedyncza, jedna piłka – 1. miejsce
- Georges Johin – gra pojedyncza, jedna piłka – 2. miejsce
- Chrétien Waydelich – gra pojedyncza, jedna piłka – 3. miejsce
- Al. Blachère – gra pojedyncza, jedna piłka – 3. miejsce
- Mme. Després – gra pojedyncza, jedna piłka – 3. miejsce
- Jeanne Filleaul-Brohy – gra pojedyncza, jedna piłka - niesklasyfikowany
- Marie Ohier – gra pojedyncza, jedna piłka - niesklasyfikowany
- Jacques Sautereau – gra pojedyncza, jedna piłka - niesklasyfikowany
- Marcel Haëntjens – gra pojedyncza, jedna piłka - niesklasyfikowany
- Chrétien Waydelich – gra pojedyncza, dwie piłki – 1. miejsce
- Maurice Vignerot – gra pojedyncza, dwie piłki – 2. miejsce
- Jacques Sautereau – gra pojedyncza, dwie piłki – 3. miejsce
- Al. Blachère – gra pojedyncza, dwie piłki - 4. miejsce
- Mme. Després – gra pojedyncza, dwie piłki – 5. miejsce
- Jeanne Filleaul-Brohy – gra pojedyncza, dwie piłki – 5. miejsce
- Marcel Haëntjens – gra pojedyncza, dwie piłki - niesklasyfikowany
- Marie Ohier – gra pojedyncza, dwie piłki - niesklasyfikowany
- Georges Johin, Gaston Aumoitte – gra podwójna – 1. miejsce

### Krykiet
- William Attrill, H.F. Roques, Philip Tomalin – 2. miejsce

### Piłka nożna
- Pierre Allemane, Louis Bach, Alfred Bloch, Fernand Canelle, R. Duparc, Eugène Fraysse, Virgile Gaillard, Georges Garnier, René Grandjean, Lucien Huteau, Marcel Lambert, Maurice Macaire, Gaston Peltier – 2. miejsce

### Piłka wodna
- Jules Clévenot, Alphonse Decuyper, Louis Laufray, Henri Peslier, Auguste Pesloy, Paul Vasseur – 3. miejsce
- Auguste Camelin, Eugène Coulon, Fardel, Antoine Fiolet, Pierre Gellé, Louis Marc, Louis Martin, Désiré Mérchez – 3. miejsce
- Joseph Bertrand, Victor Cadet, Charles Devendeville, Maurice Hochepied, Jean Leclerq, Léon Tisserand, Jules Verbecke – 5. miejsce
- Favier, René Lériche, Georges Leuillieux, Ernest Martin, René Tartara, Charles Treffel – 5. miejsce

### Pływanie
- Maurice Hochepied

200 m stylem dowolnym – 5. miejsce
1000 m stylem dowolnym - 7. miejsce
200 m z przeszkodami - 7. miejsce
- Jules Clévenot

200 m stylem dowolnym - 7. miejsce
4000 m stylem dowolnym - nie ukończył
- Louis Martin

200 m stylem dowolnym – 5. miejsce
1000 m stylem dowolnym – 5. miejsce
4000 m stylem dowolnym – 1. miejsce
- René Tartara – 200 m stylem dowolnym - odpadł w eliminacjach
- R. Féret – 200 m stylem dowolnym - odpadł w eliminacjach
- Victor Hochepied

200 m stylem dowolnym - odpadł w eliminacjach
100 m z przeszkodami - odpadł w eliminacjach
- Victor Cadet – 200 m stylem dowolnym - odpadł w eliminacjach
- Texier

200 m stylem dowolnym - odpadł w eliminacjach
1000 m stylem dowolnym - odpadł w eliminacjach
4000 m stylem dowolnym - odpadł w eliminacjach
- Paul Peyrusson

200 m stylem dowolnym - odpadł w eliminacjach
200 m stylem grzbietowym - odpadł w eliminacjach
pływanie podwodne - 9. miejsce
- Jacques Léauté – 200 m stylem dowolnym - odpadł w eliminacjach
- Adam – 200 m stylem dowolnym - odpadł w eliminacjach
- Ronaux - 200 m stylem dowolnym - odpadł w eliminacjach
- Pujol - 200 m stylem dowolnym - nie ukończył
- Georges Leuillieux

1000 m stylem dowolnym – 6. miejsce
4000 m stylem dowolnym - nie ukończył
200 m stylem grzbietowym - nie ukończył
- Jules Verbecke

1000 m stylem dowolnym - 8. miejsce
200 m z przeszkodami - 8. miejsce
- Lué

1000 m stylem dowolnym - odpadł w eliminacjach
4000 m stylem dowolnym - odpadł w eliminacjach
- Lapostolet

1000 m stylem dowolnym - odpadł w eliminacjach
200 m stylem grzbietowym - odpadł w eliminacjach
- Fumouze

1000 m stylem dowolnym - odpadł w eliminacjach
4000 m stylem dowolnym - odpadł w eliminacjach
200 m stylem grzbietowym - odpadł w eliminacjach
- Désiré Mérchez – 1000 m stylem dowolnym - odpadł w eliminacjach
- Souchu - 1000 m stylem dowolnym - nie ukończył
- Ernest Martin – 4000 m stylem dowolnym - 7. miejsce
- Louis Laufray – 4000 m stylem dowolnym - odpadł w eliminacjach
- Mortier - 4000 m stylem dowolnym - odpadł w eliminacjach
- Lagarde - 4000 m stylem dowolnym - odpadł w eliminacjach
- Kobierski - 4000 m stylem dowolnym - odpadł w eliminacjach
- de Romand – 4000 m stylem dowolnym - odpadł w eliminacjach

4000 m stylem dowolnym - odpadł w eliminacjach
200 m stylem grzbietowym – 6. miejsce
pływanie podwodne - 4. miejsce
- Gallais - 4000 m stylem dowolnym - nie ukończył
- L. Baudoin - 4000 m stylem dowolnym - nie ukończył
- Landrich – 4000 m stylem dowolnym - nie ukończył
- Pierre Gellé – 4000 m stylem dowolnym - nie ukończył
- Heyberger - 4000 m stylem dowolnym - nie ukończył
- Regnault - 4000 m stylem dowolnym - nie ukończył
- Loppé - 4000 m stylem dowolnym - nie ukończył
- Vallée - 4000 m stylem dowolnym - nie ukończył
- Chevrand

200 m stylem grzbietowym - odpadł w eliminacjach
pływanie podwodne - 12. miejsce
- Charles Devendeville – pływanie podwodne – 1. miejsce
- André Six – pływanie podwodne – 2. miejsce
- Léon Tisserand – pływanie podwodne – 5. miejsce
- Menault - pływanie podwodne - 7. miejsce
- Louis Marc

pływanie podwodne - 8. miejsce
pływanie z przeszkodami - 10. miejsce
- Paul Kaisermann – pływanie podwodne - 10. miejsce
- Jean Leclerq – pływanie podwodne - 11. miejsce
- Eucher - pływanie podwodne - 14. miejsce
- Joseph Bertrand – pływanie z przeszkodami - 9. miejsce
- Maurice Hochepied, Joseph Bertrand, Victor Hochepied, Jules Verbecke, Victor Cadet – 200 metrów drużynowo – 2. miejsce
- René Tartara, Désiré Mérchez, Louis Martin, Georges Leuillieux – 200 metrów drużynowo – 3. miejsce
- Jules Clévenot, B. Rosier, R. Féret, Jean Gazaigne, Pelloy – 200 metrów drużynowo - 4. miejsce

### Polo
- Jean De Madre – z mieszaną drużyną BLO Polo Club, Rugby – 2. miejsce
- Édouard de Rothschild, Robert Fournier-Sarlovèze, Maurice Raoul-Duval – z mieszaną drużyną Bagatelle Polo Club, Paris – 3. miejsce
- Jean Boussod, Armand, Duc de Bissacia, André Fauquet-Lemaître, Maurice Raoul-Duval – drużyna Compiègne Polo Club -  5. miejsce

### Przeciąganie liny
- Raymond Basset, Jean Collas, Charles Gondouin, Constantin Henriquez, Joseph Roffo, Émile Sarrade – 2. miejsce

### Rugby
- A. Albert, Vladimir Aïtoff, Léon Binoche, Jean Collas, Jean-Guy Gautier, Auguste Giroux, Charles Gondouin, Constantin Henriquez, Jean Hervé, Victor Lardanchet, Hubert Lefèbvre, Joseph Olivier, Alexandre Pharamond, Frantz Reichel, André Rischmann,André Roosevelt, Émile Sarrade – 1. miejsce

### Szermierka
- Émile Coste – floret, amatorzy – 1. miejsce
- Henri Masson – floret, amatorzy – 2. miejsce
- Marcel Boulenger – floret, amatorzy – 3. miejsce
- Felix Debax – floret, amatorzy - 4. miejsce
- Pierre d’Hugues – floret, amatorzy – 5. miejsce
- Prospère Sénat – floret, amatorzy – 6. miejsce
- Georges, Baron Dillon-Kavanagh – floret, amatorzy - 7. miejsce
- Claude de Boissière – floret, amatorzy - 9. miejsce
- Émile CosteEugène des Logis Berges – floret, amatorzy - 10. miejsce
- de Saint-Aignan – floret, amatorzy - 11. miejsce
- G. Béllot – floret, amatorzy - 12. miejsce
- E. Ducrot – floret, amatorzy - 13. miejsce
- Adrien Guyon – floret, amatorzy - 15. miejsce
- Charles Guérin – floret, amatorzy - 16. miejsce
- Jean-Joseph Renaud – floret, amatorzy - odpadł w półfinałach
- Ferrand – floret, amatorzy - odpadł w ćwierćfinałach
- André, Baron de Schonen – floret, amatorzy - odpadł w ćwierćfinałach
- Henri Plommet – floret, amatorzy - odpadł w ćwierćfinałach
- Lieutenant Taillefert – floret, amatorzy - odpadł w ćwierćfinałach
- Léon Thiébaut – floret, amatorzy - odpadł w ćwierćfinałach
- Henri Jobier – floret, amatorzy - odpadł w ćwierćfinałach
- Calvet – floret, amatorzy - odpadł w 2. rundzie
- Jactel – floret, amatorzy - odpadł w 2. rundzie
- Martini - floret, amatorzy - odpadł w 2. rundzie
- Raphaël Perrissoud – floret, amatorzy - odpadł w 2. rundzie
- Albert Cahen – floret, amatorzy - odpadł w 2. rundzie
- H. Valarche – floret, amatorzy - odpadł w 2. rundzie
- Robert Marc – floret, amatorzy - odpadł w 2. rundzie
- Gardiès – floret, amatorzy - odpadł w 1. rundzie
- Grossard – floret, amatorzy - odpadł w 1. rundzie
- Passerat – floret, amatorzy - odpadł w 1. rundzie
- Piot – floret, amatorzy - odpadł w 1. rundzie
- Pélabon – floret, amatorzy - odpadł w 1. rundzie
- Albert Gauthier – floret, amatorzy - odpadł w 1. rundzie
- Herman Georges Berger – floret, amatorzy - odpadł w 1. rundzie
- Paul Leroy – floret, amatorzy - odpadł w 1. rundzie
- Édouard Fouchier – floret, amatorzy - odpadł w 1. rundzie
- Soudois – floret, amatorzy - odpadł w 1. rundzie
- Wattelier – floret, amatorzy - odpadł w 1. rundzie
- Lucien Mérignac – floret, zawodowcy – 1. miejsce
- Alphonse Kirchhoffer – floret, zawodowcy – 2. miejsce
- Jean-Baptiste Mimiague – floret, zawodowcy – 3. miejsce
- Jules Rossignol – floret, zawodowcy – 5. miejsce
- Léopold Ramus – floret, zawodowcy – 6. miejsce
- Adolphe Rouleau – floret, zawodowcy - 8. miejsce
- Georges-Joseph Haller – floret, zawodowcy - 9. miejsce
- Adjutant Lemoine – floret, zawodowcy - 11. miejsce
- Georges Lefèvre – floret, zawodowcy - 12. miejsce
- Marcel Boulanger – floret, zawodowcy - 13. miejsce
- Lucien Millet – floret, zawodowcy - 14. miejsce
- Michel Filippi – floret, zawodowcy - 16. miejsce
- Xavier Anchetti – floret, zawodowcy - odpadł w ćwierćfinałach
- Georges Bergès – floret, zawodowcy - odpadł w ćwierćfinałach
- Michel Bettenfeld – floret, zawodowcy - odpadł w ćwierćfinałach
- Bormel – floret, zawodowcy - odpadł w ćwierćfinałach
- Jean-Marie Borringes – floret, zawodowcy - odpadł w ćwierćfinałach
- Jean Boulège – floret, zawodowcy - odpadł w ćwierćfinałach
- J. Brassard – floret, zawodowcy - odpadł w ćwierćfinałach
- Brau – floret, zawodowcy - odpadł w ćwierćfinałach
- Paul Carrichon – floret, zawodowcy - odpadł w ćwierćfinałach
- François Delibes – floret, zawodowcy - odpadł w ćwierćfinałach
- Dizier – floret, zawodowcy - odpadł w ćwierćfinałach
- Joseph Fontaine – floret, zawodowcy - odpadł w ćwierćfinałach
- Louis Gauthier – floret, zawodowcy - odpadł w ćwierćfinałach
- Ludovic Laborderie – floret, zawodowcy - odpadł w ćwierćfinałach
- Joseph-Auguste Métais – floret, zawodowcy - odpadł w ćwierćfinałach
- Marcel Montuel – floret, zawodowcy - odpadł w ćwierćfinałach
- Muller - floret, zawodowcy - odpadł w ćwierćfinałach
- Pantin – floret, zawodowcy - odpadł w ćwierćfinałach
- René Raynaud – floret, zawodowcy - odpadł w ćwierćfinałach
- Jacques Ringnet – floret, zawodowcy - odpadł w ćwierćfinałach
- Francis Sabourin – floret, zawodowcy - odpadł w ćwierćfinałach
- Samiac – floret, zawodowcy - odpadł w ćwierćfinałach
- Ernest Tassard – floret, zawodowcy - odpadł w ćwierćfinałach
- Armand Viquier – floret, zawodowcy - odpadł w ćwierćfinałach
- Henri Yvon – floret, zawodowcy - odpadł w ćwierćfinałach
- Lucien Largé – floret, zawodowcy - odpadł w ćwierćfinałach
- Charles Marty – floret, zawodowcy - odpadł w ćwierćfinałach
- Jules Large – floret, zawodowcy - odpadł w ćwierćfinałach
- Cannesson – floret, zawodowcy - odpadł w ćwierćfinałach
- Charles Bersin – floret, zawodowcy - odpadł w ćwierćfinałach
- Émile Bouard – floret, zawodowcy - odpadł w 1. rundzie
- François-Auguste Brun-Buisson – floret, zawodowcy - odpadł w 1. rundzie
- Henri Coquelin – floret, zawodowcy - odpadł w 1. rundzie
- Louis Coudurier – floret, zawodowcy - odpadł w 1. rundzie
- Georges Daussy – floret, zawodowcy - odpadł w 1. rundzie
- Louis Garnoty – floret, zawodowcy - odpadł w 1. rundzie
- Jolliet – floret, zawodowcy - odpadł w 1. rundzie
- Gustave Masselin – floret, zawodowcy - odpadł w 1. rundzie
- Piétory – floret, zawodowcy - odpadł w 1. rundzie
- Wineuwanheim – floret, zawodowcy - odpadł w 1. rundzie
- Louis Perrée – szpada, amatorzy – 2. miejsce
- Léon Sée – szpada, amatorzy – 3. miejsce
- Georges de la Falaise – szpada, amatorzy - 4. miejsce
- Edmond Wallace – szpada, amatorzy – 6. miejsce
- Gaston Alibert – szpada, amatorzy - 7. miejsce
- Léon Thiébaut – szpada, amatorzy - 8. miejsce
- Henri Plommet – szpada, amatorzy - 9. miejsce
- Joseph-Marie Rosé – szpada, amatorzy - odpadł w półfinałach
- Jacques Holzschuch – szpada, amatorzy - odpadł w półfinałach
- Édouard, Viscount de Lastours – szpada, amatorzy - odpadł w półfinałach
- Jules de Pradel – szpada, amatorzy - odpadł w półfinałach
- Maurice Boisdon – szpada, amatorzy - odpadł w półfinałach
- Jean Dreyfus – szpada, amatorzy - odpadł w półfinałach
- Richard Wallace – szpada, amatorzy - odpadł w półfinałach
- Alexandre Guillemand – szpada, amatorzy - odpadł w półfinałach
- Marcel Lévy – szpada, amatorzy - odpadł w półfinałach
- Jean-André Hilleret – szpada, amatorzy - odpadł w ćwierćfinałach
- Alphonse Moquet – szpada, amatorzy - odpadł w ćwierćfinałach
- Jules Roffe – szpada, amatorzy - odpadł w ćwierćfinałach
- Raoul Bideau – szpada, amatorzy - odpadł w ćwierćfinałach
- Henri Hébrard de Villeneuve – szpada, amatorzy - odpadł w ćwierćfinałach
- Herman Georges Berger – szpada, amatorzy - odpadł w ćwierćfinałach
- Henri Jean Début – szpada, amatorzy - odpadł w ćwierćfinałach
- Adrien Guyon – szpada, amatorzy - odpadł w ćwierćfinałach
- Édouard Fouchier – szpada, amatorzy - odpadł w ćwierćfinałach
- André-Marie Rabel – szpada, amatorzy - odpadł w 1. rundzie
- Maurice Jay – szpada, amatorzy - odpadł w 1. rundzie
- Willy Sulzbacher – szpada, amatorzy - odpadł w 1. rundzie
- Larivière - szpada, amatorzy - odpadł w 1. rundzie
- Ducreuil – szpada, amatorzy - odpadł w 1. rundzie
- Luquetas – szpada, amatorzy - odpadł w 1. rundzie
- André Tintant – szpada, amatorzy - odpadł w 1. rundzie
- Mosso - szpada, amatorzy - odpadł w 1. rundzie
- Gardiès – szpada, amatorzy - odpadł w 1. rundzie
- Hérisson - szpada, amatorzy - odpadł w 1. rundzie
- Ivan Ivanovitch – szpada, amatorzy - odpadł w 1. rundzie
- de la Chevalerie – szpada, amatorzy - odpadł w 1. rundzie
- Max Rodrigues – szpada, amatorzy - odpadł w 1. rundzie
- Pierre d’Hugues – szpada, amatorzy - odpadł w 1. rundzie
- Moreil – szpada, amatorzy - odpadł w 1. rundzie
- Vève – szpada, amatorzy - odpadł w 1. rundzie
- Pierre Thomegeux – szpada, amatorzy - odpadł w 1. rundzie
- Bazin – szpada, amatorzy - odpadł w 1. rundzie
- Fleury - szpada, amatorzy - odpadł w 1. rundzie
- A. Morin – szpada, amatorzy - odpadł w 1. rundzie
- Massé - szpada, amatorzy - odpadł w 1. rundzie
- E. Grad – szpada, amatorzy - odpadł w 1. rundzie
- Laurent de Champeaux – szpada, amatorzy - odpadł w 1. rundzie
- Loizillon – szpada, amatorzy - odpadł w 1. rundzie
- de Segonzac – szpada, amatorzy - odpadł w 1. rundzie
- Salvanahac – szpada, amatorzy - odpadł w 1. rundzie
- Robert Marc – szpada, amatorzy - odpadł w 1. rundzie
- Lieutenant Taillefert – szpada, amatorzy - odpadł w 1. rundzie
- Adam – szpada, amatorzy - odpadł w 1. rundzie
- Georges Leroy – szpada, amatorzy - odpadł w 1. rundzie
- Miller - szpada, amatorzy - odpadł w 1. rundzie
- Viscount de Lastic – szpada, amatorzy - odpadł w 1. rundzie
- Prospère Sénat – szpada, amatorzy - odpadł w 1. rundzie
- de Lagardière – szpada, amatorzy - odpadł w 1. rundzie
- Joseph, Prince de Caramas-Chimay – szpada, amatorzy - odpadł w 1. rundzie
- Georges Redeuil – szpada, amatorzy - odpadł w 1. rundzie
- A. de Romigny – szpada, amatorzy - odpadł w 1. rundzie
- Adjutant Lemoine – szpada, amatorzy - odpadł w 1. rundzie
- Henri de Laborde – szpada, amatorzy - odpadł w 1. rundzie
- Albert Cahen – szpada, amatorzy - odpadł w 1. rundzie
- Claude de Boissière – szpada, amatorzy - odpadł w 1. rundzie
- de Tournable – szpada, amatorzy - odpadł w 1. rundzie
- Fernandès – szpada, amatorzy - odpadł w 1. rundzie
- Costiesco – szpada, amatorzy - odpadł w 1. rundzie
- Andreac – szpada, amatorzy - odpadł w 1. rundzie
- Joseph Rodrigues – szpada, amatorzy - odpadł w 1. rundzie
- de Meuse – szpada, amatorzy - odpadł w 1. rundzie
- Prosper - szpada, amatorzy - odpadł w 1. rundzie
- Pierre Rosenbaum – szpada, amatorzy - odpadł w 1. rundzie
- de Cazeneuve – szpada, amatorzy - odpadł w 1. rundzie
- de Pradines – szpada, amatorzy - odpadł w 1. rundzie
- René Jules Thion de la Chaume – szpada, amatorzy - odpadł w 1. rundzie
- Louis Bastien – szpada, amatorzy - odpadł w 1. rundzie
- Péboray – szpada, amatorzy - odpadł w 1. rundzie
- Stan François – szpada, amatorzy - odpadł w 1. rundzie
- Preurot – szpada, amatorzy - odpadł w 1. rundzie
- Fichot – szpada, amatorzy - odpadł w 1. rundzie
- Duclot – szpada, amatorzy - odpadł w 1. rundzie
- Gaston Achille – szpada, amatorzy - odpadł w 1. rundzie
- Weber - szpada, amatorzy - odpadł w 1. rundzie
- A. Lafontaine – szpada, amatorzy - odpadł w 1. rundzie
- de Vars – szpada, amatorzy - odpadł w 1. rundzie
- Delprat – szpada, amatorzy - odpadł w 1. rundzie
- Adolphe Thomegeux – szpada, amatorzy - odpadł w 1. rundzie
- Albert Ayat – szpada, zawodowcy – 1. miejsce
- Gilbert Bougnol – szpada, zawodowcy – 2. miejsce
- Henri Laurent – szpada, zawodowcy – 3. miejsce
- Hippolyte-Jacques Hyvernaud – szpada, zawodowcy - 4. miejsce
- Marie-Louis Damotte – szpada, zawodowcy – 5. miejsce
- J. Brassard – szpada, zawodowcy – 6. miejsce
- Lézard II – szpada, zawodowcy - 7. miejsce
- Georges Jourdan – szpada, zawodowcy - 8. miejsce
- Raoul Bézy-Bideau – szpada, zawodowcy - 9. miejsce
- Pantin – szpada, zawodowcy - odpadł w półfinałach
- Lambert Jeanvoix – szpada, zawodowcy - odpadł w półfinałach
- Aufort – szpada, zawodowcy - odpadł w półfinałach
- Félix Ayat – szpada, zawodowcy - odpadł w półfinałach
- Jean Michel – szpada, zawodowcy - odpadł w półfinałach
- Georges-Joseph Haller – szpada, zawodowcy - odpadł w półfinałach
- Georges Clappier – szpada, zawodowcy - odpadł w półfinałach
- Lézard I – szpada, zawodowcy - odpadł w półfinałach
- Henri Yvon – szpada, zawodowcy - odpadł w półfinałach
- Després – szpada, zawodowcy - odpadł w 1. rundzie
- Nau - szpada, zawodowcy - odpadł w 1. rundzie
- Debrinay – szpada, zawodowcy - odpadł w 1. rundzie
- Assé – szpada, zawodowcy - odpadł w 1. rundzie
- Francis Sabourin – szpada, zawodowcy - odpadł w 1. rundzie
- Joseph-Auguste Métais – szpada, zawodowcy - odpadł w 1. rundzie
- Flahaut – szpada, zawodowcy - odpadł w 1. rundzie
- Roquais – szpada, zawodowcy - odpadł w 1. rundzie
- Surzer – szpada, zawodowcy - odpadł w 1. rundzie
- Bormel – szpada, zawodowcy - odpadł w 1. rundzie
- Charles Marty – szpada, zawodowcy - odpadł w 1. rundzie
- Céré – szpada, zawodowcy - odpadł w 1. rundzie
- Élie Dufraissé – szpada, zawodowcy - odpadł w 1. rundzie
- Louis Garnoty – szpada, zawodowcy - odpadł w 1. rundzie
- Lafoudrière – szpada, zawodowcy - odpadł w 1. rundzie
- Nègrout – szpada, zawodowcy - odpadł w 1. rundzie
- Raoul Cléry – szpada, zawodowcy - odpadł w 1. rundzie
- Constant Dulau – szpada, zawodowcy - odpadł w 1. rundzie
- Emmanuel Andrieu – szpada, zawodowcy - odpadł w 1. rundzie
- Xavier Anchetti – szpada, zawodowcy - odpadł w 1. rundzie
- Launay - szpada, zawodowcy - odpadł w 1. rundzie
- Albert Ayat – szpada, amatorzy i zawodowcy – 1. miejsce
- Léon Sée – szpada, amatorzy i zawodowcy – 3. miejsce
- Georges de la Falaise – szpada, amatorzy i zawodowcy - 4. miejsce
- Louis Perrée – szpada, amatorzy i zawodowcy – 5. miejsce
- Henri Laurent – szpada, amatorzy i zawodowcy – 5. miejsce
- Gilbert Bougnol – szpada, amatorzy i zawodowcy – 5. miejsce
- Hippolyte-Jacques Hyvernaud – szpada, amatorzy i zawodowcy – 5. miejsce
- Georges de la Falaise – szabla, amatorzy – 1. miejsce
- Léon Thiébaut – szabla, amatorzy – 2. miejsce
- Georges de la Falaise – szabla, amatorzy – 6. miejsce
- Maurice Boisdon – szabla, amatorzy - odpadł w półfinałach
- Pierre d’Hugues – szabla, amatorzy - odpadł w półfinałach
- Gaston Dutertre – szabla, amatorzy - odpadł w 1. rundzie
- Jean-Baptiste Lafourçade-Cortina – szabla, amatorzy - odpadł w 1. rundzie
- Léon Lécuyer – szabla, amatorzy - odpadł w 1. rundzie
- Casimir Semelaigne – szabla, amatorzy - odpadł w 1. rundzie
- Fernand Semelaigne – szabla, amatorzy - odpadł w 1. rundzie
- François Delibes – szabla, zawodowcy - 4. miejsce
- Xavier Anchetti – szabla, zawodowcy – 6. miejsce
- Alexandre Chantelat – szabla, zawodowcy - odpadł w półfinałach
- François-Auguste Brun-Buisson – szabla, zawodowcy - odpadł w półfinałach
- Georges Pinault – szabla, zawodowcy - odpadł w półfinałach
- Georges Clappier – szabla, zawodowcy - odpadł w półfinałach
- Camier – szabla, zawodowcy - odpadł w półfinałach
- Midelair – szabla, zawodowcy - odpadł w półfinałach
- Antoine, Duke Alessandri – szabla, zawodowcy - odpadł w 1. rundzie
- Aufort – szabla, zawodowcy - odpadł w 1. rundzie
- Charles Bersin – szabla, zawodowcy - odpadł w 1. rundzie
- Henri Coquelin – szabla, zawodowcy - odpadł w 1. rundzie
- Dambremat – szabla, zawodowcy - odpadł w 1. rundzie
- Dargein – szabla, zawodowcy - odpadł w 1. rundzie
- de la Maide – szabla, zawodowcy - odpadł w 1. rundzie
- Flahaut – szabla, zawodowcy - odpadł w 1. rundzie
- Marie-Joseph Gabriel – szabla, zawodowcy - odpadł w 1. rundzie

### Tenis
- Paul Lecaron – gra pojedyncza – 5. miejsce
- Pierre Lebréton – gra pojedyncza - 8. miejsce
- Étienne Durand – gra pojedyncza - 8. miejsce
- Albert Lippmann – gra pojedyncza - 8. miejsce
- André Prévost – gra pojedyncza - 8. miejsce
- Max Décugis – gra podwójna – 2. miejsce
- André Prévost, Georges de la Chapelle – gra podwójna – 3. miejsce
- Édouard, Viscount de Lastours, Guy, Baron Lejeune – gra podwójna – 5. miejsce
- Pierre Lebréton, Paul Lecaron – gra podwójna – 5. miejsce
- Étienne Durand, Adrien Fauchier-Magnan – gra podwójna – 5. miejsce
- Hélène Prévost – gra podwójna, mieszana – 2. miejsce
- Katie Gillou, Pierre Verdé-Delisle – gra podwójna, mieszana – 5. miejsce

Kobiety
- Hélène Prévost – gra pojedyncza – 2. miejsce
- Marguerite Fourrier – gra pojedyncza – 5. miejsce

### Wioślarstwo
- Hermann Barrelet – jedynki – 1. miejsce
- André Gaudin – jedynki – 2. miejsce
- Robert d'Heilly – jedynki - 4. miejsce
- Louis Prével – jedynki - nie ukończył, odpadł w finale
- Charles Delaporte – jedynki - odpadł w półfinale
- Raymond Benoit – jedynki - odpadł w półfinale
- Pierre Ferlin – jedynki - odpadł w półfinale
- Édouard Dammann – jedynki - odpadł w 1. rundzie
- Lardon – jedynki - odpadł w 1. rundzie
- Maxime Piaggio – jedynki - odpadł w 1. rundzie
- Lucien Martinet, René Waleff – dwójki ze sternikiem – 2. miejsce
- Carlos Deltour, Erneste Védrenne, Paoli – dwójki ze sternikiem – 3. miejsce
- Mathieu, Pierre Ferlin – dwójki ze sternikiem - 4. miejsce
- Henri Delabarre, Robert Gelée – dwójki ze sternikiem - odpadli w eliminacjach
- Gordon Love, Louis Roche – dwójki ze sternikiem - odpadli w eliminacjach
- Émile Delchambre, Jean Cau, Henri Bouckaert, Henri Hazebrouck, Charlot – czwórki ze sternikiem – 1. miejsce
- Charles Perrin, Daniel Soubeyran, Émile Wegelin, Georges Lumpp – czwórki ze sternikiem – 2. miejsce
- Saurel, Peyronnie, Léon Deslinières, René Beslaud – czwórki ze sternikiem - odpadli w eliminacjach
- Henri Delabarre, Robert Gelée, Angot, Maison - czwórki ze sternikiem - odpadli w eliminacjach
- Jules Demaré, René Waleff, Paul Cocuet, Clément Dorlia – czwórki ze sternikiem - odpadli w eliminacjach
- Jules Demaré, René Waleff, Paul Cocuet, Clément Dorlia, Chantriaux, Guilbert, Lucien Martinet, Maurice Carton – ósemki ze sternikiem - odpadli w eliminacjach

### Żeglarstwo
- Émile Michelet – klasa Open – 3. miejsce
- Émile Sacré – klasa Open - 4. miejsce
- Jean d'Estournelles de Constant – klasa Open – 5. miejsce
- Texier I – klasa Open - nie ukończył
- Texier II – klasa Open - nie ukończył
- Louis Auguste-Dormeuil – klasa Open - nie ukończył
- Lecointre – klasa Open - nie ukończył
- Eugène Laverne – klasa Open - nie ukończył
- Henri Laverne – klasa Open - nie ukończył
- P. Rossollin – klasa Open - nie ukończył
- Pierre Gervais – klasa Open - nie ukończył
- Albert Glandaz – klasa Open - nie ukończył
- Jean, Count de Chabannes la Palice – klasa Open - nie ukończył
- Jacques Baudrier – klasa Open - nie ukończył
- Jean Le Bret – klasa Open - nie ukończył
- Félix Marcotte – klasa Open - nie ukończył
- William Martin – klasa Open - nie ukończył
- Jules Valton – klasa Open - nie ukończył
- G. Pigeard – klasa Open - nie ukończył
- Marcel Moisand – klasa Open - nie ukończył
- Léon Susse – klasa Open - nie ukończył
- Jacques Doucet – klasa Open - nie ukończył
- Mialaret – klasa Open - nie ukończył
- Godinet – klasa Open - nie ukończył
- Gilardoni – klasa Open - nie ukończył
- Warenhorst – klasa Open - nie ukończył
- Letot – klasa Open - nie ukończył
- Dupland – klasa Open - nie ukończył
- Maurice Gufflet – klasa Open - nie ukończył
- Robert Gufflet – klasa Open - nie ukończył
- Charles Guiraist – klasa Open - nie ukończył
- A. Dubois – klasa Open - nie ukończył
- J. Dubois – klasa Open - nie ukończył
- Ferdinand Schlatter – klasa Open - nie ukończył
- Émile Jean-Fontaine – klasa Open - nie ukończył
- de Cottignon – klasa Open - nie ukończył
- Henry Maingot – klasa Open - nie ukończył
- Maxime Desonches – klasa Open - nie ukończył
- E. Mézan de Malartic – klasa Open - nie ukończył
- P. Moussette – klasa Open - nie ukończył
- François Vilamitjana – klasa Open - nie ukończył
- Charles Hugo – klasa Open - nie ukończył
- Auguste Albert – klasa Open - nie ukończył
- Albert Duval – klasa Open - nie ukończył
- Leroy – klasa Open - nie ukończył
- Auguste Donny – klasa Open - nie ukończył
- Louis-Lucien Baudrier – klasa Open - nie ukończył
- Édouard Mantois – klasa Open - nie ukończył
- Dubosq – klasa Open - nie ukończył
- Jacques d'Estournelles de Constant – klasa Open - nie ukończył
- Robert Linzeler – klasa Open - nie ukończył
- Jean-Baptiste Charcot – klasa Open - nie ukończył
- Marcel Meran – klasa Open - nie ukończył
- Émile Michelet – klasa Open - nie ukończył
- Henri Monnot – klasa Open - nie ukończył
- Léon Tellier – klasa Open - nie ukończył
- Gaston Cailleux – klasa Open - nie ukończył
- Pierre de Boulogne – klasa Open - nie ukończył
- Georges Pottier – klasa Open - nie ukończył
- Jonet-Pastré – klasa Open - nie ukończył
- Maurice Monnot – klasa Open - nie ukończył
- L. Legru – klasa Open - nie ukończył
- Paul Couture – klasa Open - nie ukończył
- Roosevelt – klasa Open - nie ukończył
- Frédéric Blanchy – klasa Open - nie ukończył
- Jacques le Lavasseur – klasa Open - nie ukończył
- Pierre Gervais

Klasa do 0,5 tony, I wyścig – 1. miejsce
Klasa do 0,5 tony, II wyścig – 3. miejsce
- Émile Sacré

Klasa do 0,5 tony, II wyścig – 1. miejsce
Klasa do 0,5 tony, I wyścig - nie ukończył
- Texier I, Texier II, Robert Linzeler, Jean-Baptiste Charcot

Klasa do 0,5 tony, I wyścig – 2. miejsce
Klasa do 0,5 tony, II wyścig – 2. miejsce
- Henri Monnot, Léon Tellier, Gaston Cailleux

Klasa do 0,5 tony, I wyścig – 3. miejsce
Klasa do 0,5 tony, II wyścig - 4. miejsce
- Maurice Monnot

Klasa do 0,5 tony, I wyścig - 4. miejsce
Klasa do 0,5 tony, II wyścig – 5. miejsce
- Jacques d'Estournelles de Constant

Klasa do 0,5 tony, I wyścig – 5. miejsce
Klasa do 0,5 tony, II wyścig - nie ukończył
- Georges Semichon

Klasa do 0,5 tony, I wyścig – 6. miejsce
Klasa do 0,5 tony, II wyścig – 6. miejsce
- Louis Auguste-Dormeuil

Klasa od 0,5 do 1 tony, I wyścig - 7. miejsce
Klasa od 0,5 do 1 tony, II wyścig – 1. miejsce
- Jacques Baudrier, Jean Le Bret, Félix Marcotte, William Martin, Jules Valton

Klasa od 0,5 do 1 tony, I wyścig – 2. miejsce
Klasa od 0,5 do 1 tony, II wyścig – 3. miejsce
- Marcel Meran, Émile Michelet

Klasa od 0,5 do 1 tony, II wyścig – 3. miejsce
Klasa od 0,5 do 1 tony, I wyścig – 2. miejsce
- Jean, Count de Chabannes la Palice

Klasa od 0,5 do 1 tony, I wyścig - 4. miejsce
Klasa od 0,5 do 1 tony, II wyścig – 5. miejsce
- Jean d'Estournelles de Constant

Klasa od 0,5 do 1 tony, I wyścig – 5. miejsce
Klasa od 0,5 do 1 tony, II wyścig - nie ukończył
- L. Legru

Klasa od 0,5 do 1 tony, I wyścig – 6. miejsce
Klasa od 0,5 do 1 tony, II wyścig - 7. miejsce
- Texier I, Texier II

Klasa od 0,5 do 1 tony, I wyścig - 8. miejsce
Klasa od 0,5 do 1 tony, II wyścig – 6. miejsce
- P. Rossollin

Klasa od 0,5 do 1 tony, I wyścig - 11. miejsce
Klasa od 0,5 do 1 tony, II wyścig - 8. miejsce
- Marc Jousset

Klasa od 0,5 do 1 tony, I wyścig - 9. miejsce
- Letot, Dupland

Klasa od 0,5 do 1 tony, I wyścig - 10. miejsce
Klasa od 0,5 do 1 tony, II wyścig - 9. miejsce
- Paul Couture

Klasa od 0,5 do 1 tony, II wyścig - 10. miejsce
- G. Pigeard

Klasa od 0,5 do 1 tony, II wyścig - 11. miejsce
- Jean Le Bret

Klasa od 0,5 do 1 tony, I wyścig - 12. miejsce
Klasa od 0,5 do 1 tony, II wyścig - nie ukończył
- Albert Glandaz

Klasa od 0,5 do 1 tony, I wyścig - 13. miejsce
Klasa od 0,5 do 1 tony, II wyścig - nie ukończył
- E. Mézan de Malartic

Klasa od 0,5 do 1 tony, II wyścig - nie ukończył
- Henri Gauthier

Klasa od 0,5 do 1 tony, I wyścig - 14. miejsce
- Roosevelt

Klasa od 0,5 do 1 tony, II wyścig - nie ukończył
- Pierre de Boulogne, Georges Pottier, Jonet-Pastré, Eugène Laverne

Klasa od 0,5 do 1 tony, I wyścig - nie ukończył
Klasa od 0,5 do 1 tony, II wyścig - nie ukończył
- Maxime Desonches

Klasa od 0,5 do 1 tony, II wyścig - nie ukończył
- François Vilamitjana, Charles Hugo, Auguste Albert, Albert Duval

Klasa od 1 do 2 tony, I wyścig – 2. miejsce
Klasa od 1 do 2 tony, II wyścig – 3. miejsce
- Jacques Baudrier, Louis-Lucien Baudrier, Édouard Mantois, Dubosq

Klasa od 1 do 2 tony, I wyścig – 3. miejsce
Klasa od 1 do 2 tony, II wyścig - 4. miejsce
- Eugène Laverne, Henri Laverne

Klasa od 1 do 2 tony, I wyścig - 4. miejsce
Klasa od 1 do 2 tony, II wyścig - nie ukończyli
- Marcel Moisand

Klasa od 1 do 2 tony, I wyścig – 5. miejsce
Klasa od 1 do 2 tony, II wyścig - 7. miejsce
- Warenhorst

Klasa od 1 do 2 tony, I wyścig – 6. miejsce
Klasa od 1 do 2 tony, II wyścig – 5. miejsce
- Texier I, Texier II

Klasa od 1 do 2 tony, I wyścig - 7. miejsce
Klasa od 1 do 2 tony, II wyścig – 6. miejsce
- Lecointre

Klasa od 1 do 2 tony, I wyścig - 8. miejsce
Klasa od 1 do 2 tony, II wyścig - nie ukończył
- Frédéric Blanchy, Jacques le Lavasseur

Klasa od 2 do 3 tony, I wyścig – 1. miejsce
Klasa od 2 do 3 tony, II wyścig – 1. miejsce
- Léon Susse, Jacques Doucet, Mialaret, Godinet

Klasa od 2 do 3 tony, I wyścig – 2. miejsce
Klasa od 2 do 3 tony, II wyścig – 2. miejsce
- Ferdinand Schlatter, Émile Jean-Fontaine, de Cottignon

Klasa od 2 do 3 tony, I wyścig – 3. miejsce
Klasa od 2 do 3 tony, II wyścig - nie ukończyli
- Auguste Donny

Klasa od 2 do 3 tony, I wyścig - 4. miejsce
Klasa od 2 do 3 tony, II wyścig – 3. miejsce
- Gilardoni

Klasa od 3 do 10 ton, II wyścig – 1. miejsce
- Maurice Gufflet, Robert Gufflet, Charles Guiraist, A. Dubois, J. Dubois

Klasa od 3 do 10 ton, I wyścig – 3. miejsce
Klasa od 3 do 10 ton, II wyścig – 2. miejsce
- Émile Michelet

Klasa od 3 do 10 ton, I wyścig - 4. miejsce
Klasa od 3 do 10 ton, II wyścig - nie ukończył
- Leroy

Klasa od 3 do 10 ton, I wyścig – 5. miejsce
Klasa od 3 do 10 ton, II wyścig – 5. miejsce
- P. Moussette

Klasa od 3 do 10 ton, I wyścig – 6. miejsce
- William Martin

Klasa od 3 do 10 ton, I wyścig - 7. miejsce
Klasa od 3 do 10 ton, II wyścig – 6. miejsce
- Henry Maingot

Klasa od 3 do 10 ton, I wyścig - 8. miejsce
- Texier I, Texier II

Klasa od 3 do 10 ton, I wyścig - 9. miejsce
- Émile Billard, Paul Perquer

Klasa od 10 do 20 ton – 1. miejsce
- Jean, Duke Decazes

Klasa od 10 do 20 ton – 2. miejsce
- Cronier

Klasa od 10 do 20 ton - 4. miejsce
- Olivier, Baron de Brandois

Klasa od 20 ton - 4. miejsce